# Китадзима, Хидэаки
Хидэаки Китадзима (яп. 北嶋 秀朗 Китадзима Хидэаки, род. 23 мая 1978, Нарасино, Тиба) — японский футболист.

## Карьера
На протяжении своей футбольной карьеры выступал за клубы «Касива Рейсол», «Симидзу С-Палс», «Роассо Кумамото».

## Национальная сборная
В 2000 году сыграл за национальную сборную Японии 3 матча, в которых забил 1 гол. Также участвовал в Кубке Азии по футболу 2000 года.

## Статистика за сборную
| Сборная Японии | Сборная Японии | Сборная Японии |
| Год            | Матчи          | Голы           |
| -------------- | -------------- | -------------- |
| 2000           | 3              | 1              |
| Итого          | 3              | 1              |

## Достижения

### Сборная
- Кубка Азии: 2000

### Командные
- Джей-лиги: 2011
- Кубок Императора: 2012
- Кубок Джей-лиги: 1999